# Rolf Birger Pedersen
Rolf Birger Pedersen (23. september 1939 - 22. marts 2001) var en norsk fodboldspiller (angriber) fra Bergen.
Pedersen tilbragte hele sin aktive karriere, fra 1957 til 1972, hos SK Brann i sin fødeby. Han vandt to norske mesterskaber med klubben, i henholdsvis 1962 og 1963. I 1962 blev han ligaens topscorer med 26 mål.
For Norges landshold spillede Pedersen 15 kampe og scorede fem mål. Han debuterede for holdet i maj 1958 i et opgør mod Holland.

## Titler
Eliteserien
- 1962 og 1963 med Brann

Norsk pokal
- 1972 med Brann